# 泉州公交K605路
泉州公交K605路是中华人民共和国泉州市境内的一条公共交通线路，全程26.7公里。起讫点为中骏世界城至泉州晋江国际机场，运营时间为双向7:00-18:00

## 历史
- 2014年5月27日，泉州市道路运输管理处批准泉州第二公交关于开通K605路的申请
- 2014年10月20日，泉州市物价局批复K605路票价标准
- 2015年12月22日，K605路正式开通[2]初期使用车辆为自201路退下的4部金旅XML6922J13C型柴油空调客车
- 2018年1月19日，因《泉州交发集团所属企业整合重组方案》印发实施[3]，K605路自第二公交划入公交发展（公交集团前身）运营
- 2018年2月12日，K605路接手并更换自K702路退下的4部福达FZ6890UF3G3型柴油空调公交车，原有4部XML6922J13C退役
- 2018年5月16日，K605路全线更换为4部大金龙XMQ6802AGBEVL2型空调电动巴士，并退下4部FZ6890UF3G3
- 2019年5月，K605路接手增加自K702路退下的5部大金龙XMQ6802AGBEVL2，配车数增加至9部。
- 2019年9月，K605路接手增加自201路退下的3部XMQ6802AGBEVL2，配车数增加至12部。
- 2020年1月27日，为配合晋江市交通局关于新型冠状病毒肺炎防控要求。K605路自当日14:00起暂停运行至2月16日。[4]
- 2020年2月17日，K605路恢复运营。
- 2022年3月15日，因疫情防控工作需要，K605路自该日起暂停运营至4月21日。[5]
- 2022年4月22日，K605路恢复运营。[6]
- 2022年8月5日，K605路自该日起增停明日广场站。取消停靠仕公岭站，分段点亦调整为明日广场站。[7]
- 2023年9月25日，自该日起K605路双向增停世纪豪园站。[8]
- 2023年12月7日，因世纪大道石鼓路口灯控启用，晋江万达广场站东侧站点拆除。K605路自该日起往中骏世界城方向取消停靠晋江万达广场站，并单向增停凤竹纺织站，以该站为上行方向票价分段点。[9]
- 2024年6月11日，K605路闽C00301D号车在途径北迎宾大道地质队附近时，乘客肖某欲在非停靠站黄林新村下车遭到司机拒绝后，挥拳打破司机门钢化玻璃。造成司机门损坏，肖某及当班姚姓司机受轻伤。事后，肖某被城东派出所以寻衅滋事处行政拘留14天。[10]
- 2025年3月3日，K605路接手并增加自微7路（原201路）退下的3部大金龙XMQ6802AGBEVL2，配车数增加至13部。

## 站点
| 路线 | 路线 | 路线 | 所在地区、街道 | 所在地区、街道          | 站点名                   | 备注                                  |
| ---- | ---- | ---- | -------------- | ----------------------- | ------------------------ | ------------------------------------- |
|      |      |      | 丰泽区         | 体育街                  | 中骏世界城               | 起讫站                                |
|      |      |      | 丰泽区         | 安吉路                  | 海峡体育中心             |                                       |
|      |      |      | 丰泽区         | 城东街                  | 城东中学                 |                                       |
|      |      |      | 丰泽区         | 城华北路 （北迎宾大道） | 华侨大学                 |                                       |
|      |      |      | 丰泽区         | 城华南路 （北迎宾大道） | 明日广场                 | 分段点                                |
|      |      |      | 丰泽区         | 坪山路                  | 泉州农校                 |                                       |
|      |      |      | 丰泽区         | 坪山路                  | 客运中心站东门           |                                       |
|      |      |      | 丰泽区         | 宝洲街                  | 雅园路口                 | 原名 行政执法局                       |
|      |      |      | 丰泽区         | 宝洲街                  | 宝洲街中段               |                                       |
|      |      |      | 丰泽区         | 宝洲街                  | 东南医院                 |                                       |
|      |      |      | 晋江市         | 池峰路                  | 池峰路东段               |                                       |
|      |      |      | 晋江市         | 泉安北路                | 安踏鞋业                 | 分段点                                |
|      |      |      | 晋江市         | 泉安北路                | 东山                     |                                       |
|      |      |      | 晋江市         | 泉安北路                | 池店                     |                                       |
|      |      |      | 晋江市         | 世纪大道                | 绿洲公园                 |                                       |
|      |      |      | 晋江市         | 世纪大道                | 汇景小区                 |                                       |
|      |      |      | 晋江市         | 世纪大道                | 凤竹纺织（上行单向）     | 分段点(↑)                             |
|      |      |      | 晋江市         | 世纪大道                | 晋江万达广场（下行单向） | 分段点(↓) 原名 梅岭工业区             |
|      |      |      | 晋江市         | 迎宾路                  | 晋江游泳馆               | 原名 晋江体育馆                       |
|      |      |      | 晋江市         | 迎宾路                  | 世纪豪园                 |                                       |
|      |      |      | 晋江市         | 迎宾路                  | 晋江地税局               |                                       |
|      |      |      | 晋江市         | 迎宾路                  | 晋江市口腔医院           | 原名 晋江交警大队、青阳市场监督管理所 |
|      |      |      | 晋江市         | 和平中路                | 晋江机场路口             |                                       |
|      |      |      | 晋江市         | 机场路                  | 泉州晋江国际机场         | 起讫站                                |

## 票价
K605路为分段计价，全程¥4.0，其中：
- 中骏世界城至明日广场：1元/人
- 明日广场至安踏鞋业：1元/人
- 安踏鞋业至晋江万达广场 / 凤竹纺织：1元/人
- 晋江万达广场 / 凤竹纺织至泉州晋江国际机场：1元/人
- 泉通卡普通卡9折，月票卡优惠无效，敬老卡、爱心卡有效
- 可使用泉城通APP或支付宝、云闪付、微信乘车码支付

## 配车
K605路配车数总计13部，其中：
- 大金龙XMQ6802AGBEVL2 13部

- 金旅XML6922J13C（2015.12 - 2018.2）
- 福达FZ6890UF3G3（2018.2 - 2018.5）
- 大金龙XMQ6802AGBEVL2（2018.5 - ）

## 相关
- 泉州公交线路列表